# Seiichirō Maki
Seiichirō Maki (jap. 巻誠一郎 Maki Seiichirō; ur. 7 sierpnia 1980 w Uki) – japoński piłkarz, grający na pozycji napastnika.

## Kariera klubowa
Maki ukończył studia na Uniwersytecie Komazawa w Tokio. W drużynie uniwersyteckiej był czołowym piłkarzem obok obecnego zawodnika Albirexu Niigata, Masakiego Fukai.
W 2001 r. wziął udział w letniej uniwersjadzie w Pekinie, którą Japończycy wygrali, a on sam zdobył 3 gole w tym turnieju. Po ukończeniu studiów w 2003 r. Maki podpisał profesjonalny kontrakt z japońskim klubem JEF United Ichihara. W J-League zadebiutował 22 marca w wygranym 2:1 spotkaniu z Tokyo Verdy 1969. Natomiast pierwszą bramkę zdobył 2 sierpnia w meczu z Urawą Red Diamonds (1:2). W 2003 r. zajął 3. miejsce w lidze, najwyższe w swojej karierze. W pierwszym składzie JEF United Maki zaczął grywać w sezonie 2004, a w 2005 z 12 golami był najskuteczniejszym graczem swojej drużyny obok Yūkiego Abe. W 2006 r. także zaliczył 12 trafień i znów był najlepszym strzelcem JEF United. W JEF United grał do połowy 2010 roku.
Kolejnym klubem w karierze Makiego stał się rosyjski Amkar Perm, w którego trafił latem 2010 roku. W Amkarze grał przez rok. W 2011 roku odszedł do chińskiego Shenzhen Ruby.
| Sezon | Klub                | Kraj    | Rozgrywki            | Mecze | Bramki |
| ----- | ------------------- | ------- | -------------------- | ----- | ------ |
| 2003  | JEF United Ichihara | Japonia | J1 League            | 17    | 2      |
| 2004  | JEF United Ichihara | Japonia | J1 League            | 30    | 6      |
| 2005  | JEF United Ichihara | Japonia | J1 League            | 33    | 12     |
| 2006  | JEF United Ichihara | Japonia | J1 League            | 32    | 12     |
| 2007  | JEF United Ichihara | Japonia | J1 League            | 34    | 5      |
| 2008  | JEF United Ichihara | Japonia | J1 League            | 30    | 11     |
| 2009  | JEF United Ichihara | Japonia | J1 League            | 31    | 5      |
| 2010  | JEF United Ichihara | Japonia | J1 League            | 13    | 0      |
| 2010  | Amkar Perm          | Rosja   | Priemjer-Liga        | 9     | 0      |
| 2011  | Shenzhen Ruby       | Chiny   | Chinese Super League | 4     | 0      |
| 2011  | Tokyo Verdy         | Japonia | J1 League            | 14    | 3      |
| 2012  | Tokyo Verdy         | Japonia | J1 League            | 7     | 1      |

## Kariera reprezentacyjna
W reprezentacji Japonii Maki zadebiutował 31 lipca 2005 roku w przegranym 0:1 spotkaniu z Koreą Północną. W 2006 roku został powołany przez Zico do kadry na Mistrzostwa Świata w Niemczech i na tym turnieju zagrał tylko w przegranym 1:4 meczu z Brazylią. W 2007 roku znalazł się w kadrze Ivicy Osima na Puchar Azji 2007. Zajął na nim 4. miejsce i zdobył 2 gole, oba w wygranej 4:1 grupowej potyczce z Wietnamem.